# Onuris alismatifolia
Onuris alismatifolia là một loài thực vật có hoa trong họ Cải. Loài này được Gilg ex Skottsb. mô tả khoa học đầu tiên.